# Tossals d'Escomelles
Els Tossals d'Escomelles és una muntanya de 507 metres que es troba al municipi de Torà, a la comarca catalana del Solsonès.